# Habitatge al carrer Canvis, 1 (Tortosa)
L'Habitatge al carrer Canvis, 1 és un edifici de Tortosa (Baix Ebre), situat a la vora de la plaça del Paiolet, i inclòs en l'Inventari del Patrimoni Arquitectònic de Catalunya.
A pocs metres hi ha el Passatge Franquet o la casa de la Diputació del General.

## Descripció
Es tracta d'un habitatge que fa cantó amb els c/Canvis i c/ Bisbe Aznar. Consta de planta i quatre pisos. A la planta el parament són carreus de pedra grans; presenta una porta petita d'accés a les habitacions i una més gran corresponent a una tenda o negoci. A cada pis correspon a la façana un balcó normal i un d'ampitador, tots dos de ferro amb manises de decoració floral força geomètrica. En un principi hi havia l'arrebossat, pintat d'un color groguenc, amb ressalt gris en els emmarcaments de finestres. La llinda d'aquestes apareixia esgrafiada amb decoració de gerros i formes d'inspiració vegetal força estilitzades. A l'angle hi havia pintades finestres simulades a cada pis, que alguns casos van ser posteriorment amagades amb un recobriment d'un altre color. Sota el ràfec, corre també tota la façana una banda amb decoració esgrafiada del tipus esmentat. Aquest és motllurat i a sobre hi ha terrat.